# Huso
Huso este un gen de pești osoși anadromi marini mari care trăiesc în mări și migrează în fluviile tributare pentru reproducere. Corpul este alungit fusiform, acoperit cu cinci rânduri de plăci osoase longitudinale. Gura mare, în formă de semilună, ocupă aproape întreaga suprafață inferioară a capului; buza anterioară trece dincolo de verticala ochiului; botul scurt; mustățile turtite, prevăzute cu o membrană sensitivă, posterioară; membranele branhiale reunite, formând un pliu situat înaintea spiraculelor; stomacul nedivizat și cu pereții subțiri, în opoziție cu cel al genului Acipenser, unde stomacul este divizat în două regiuni, dintre care cea anterioară are pereții foarte groși, ca pipota dela păsări; narinele și ochii situați pe fața dorsală a capului. Coada heterocercă. 
Cuprinde 2 specii de pești pe cale de dispariție: 
1. Huso huso,  morunul - trăiește în Marea Neagră, Marea Adriatică și Marea Caspică și migrează în fluviile tributare pentru reproducere.
2. Huso dauricus, kaluga - trăiește în bazinul râului Amur.

În apele noastre, trăiește o singură specie: Huso huso, morunul.